# Андреа ди Бартоло
Андреа ди Бартоло (на италиански: Andrea di Bartolo; ок. 1360 – 70, Сиена – 1428, Сиена) е италиански художник, представител на Cиенската школа.

## Биография
Андреа ди Бартоло е единственото оживяло дете от 9-те деца на художника Бартоло ди Фреди и неговата съпруга Бартоломеи ди Чеко. При избора на професия Андреа последва своя баща. До 1410 г. двамата създават много творби заедно, затова пред по-късните изследователи в ред случаи възникват проблеми по разделянето на съвместното художествено наследство, оставено от бащата и от сина.
Американският изкуствовед Лорънс Кантър отбелязва, че творческата дейност на Бартоло ди Фреди и неговия син Андреа обхваща период от порядъка на 75 години и че тя е била доста забележително явление в италианската живопис от втората половина на 14 – началото на 15 век.

## Произведения
Първата подписана работа на художника е датирана ок. 1395 г. – Възнесение Богородично (Музей за изящни изкуства, Вирджиния, Ричмънд). Произведението до 1910 г.принадлежи на семейство Кастракане ди Фано; счита се, че поръчители са били представители това семейство, живели през 14 век. В долната част на картината е съхранен надпис Andreas Bartoli de Magistri Fredi de Senis pinxit – Hoc opus fecit fieri dormina Honesta uxor quondam ser Palamides de Urbino pro animabus diti viri sui Mathei filii eorum („Андреа Бартоли, син на Маестро Фреди от Сиена, изписа по поръчка на Хонеста за успокоение на душата на умрелия ѝ съпруг Паламедес от Урбино и техния син Матео“). Двамата – Паламедес и Матео, са изобразени стоящи пред опустелия ковчег на Мария.
Освен това са известни още три произведения на Андреа с неговия подпис – две „Мадона Смирение“ (следите им се губят след 1931 г.), и олтар с изображение на сцените на Благовещение, Мария Магдалина и св. Антоний абат в преддверието на църквата ,Св. Петър и Павел“.
Към несъмнените произведения на Андреа се отнасят:
- „Избиването на младенците“ (1388 г., Галерия „Уолтърс“, Балтимор; произведението е надстройна част на олтарната картина „Принасяне в храма“, изписанна от неговия баща Бартоло ди Фреди, съхранявани в Лувъра, Париж; двете картини по-рано са украсявали олтара на църквата „Сан Агостино“ в Сан Джиминияно, и са изпълнени съвместно от баща и син.
- Полиптих „Коронясването на Мария“, в създаването на който Андреа взема участие съвместно с баща си и Лука ди Томе. (1388 г., Музей за религиозно изкуство, Монталчино).

- Олтарна картина „Св. Екатерина Сиенска, Блажена Джована Флорентинска, Вана Орвиетска, Маргарита от Чита ди Кастело и Даниела Орвиетска“ (ок. 1394 – 98 г., 56х97 cm; Музей на стъклото, Мурано). Това е едно от първите изображения на света Екатерина Сиенска. Изписани са чудесата, станали с изобразените доминикански Mantellate (монахини на Третия орден).
- Три малки картини от Националната галерия, Вашингтон, със сцени от живота на Мария: „Йоаким и бедните“, „Рождество на Мария“ и „Въведение на Мария в храма“. Творбите нямат подписи и дати; те са приписани на Андреа ди Бартоло по стилистическите им особености и са датирани около 1400 г. Някои изследователи считат, че картините са може би части от полиптих,а според други трите сцени от живота на Мария по-рано са украсявали реликварий. Според Чезаре Бранди „Рождество на Мария“ повтаря загубената фреска на Лоренцети на тази тема, която през 14 век е украсявала фасадата на болницата „Санта Мария дела Скала“, а „Въвеждането на Мария в храма“ композиционно се опира на известната фреска на Тадео Гади във флорентинската църква „Санта Кроче“ и на творбата на Паоло ди Джовани Феи. Четвъртата картина от тази серия, „Йоаким напуска Йерусалим“, се намира в Християнския музей в Естергом, Унгария.

- Йоаким и бедните, ок. 1400, Нац. галерия, Вашингтон
- Йоаким напуска града, ок. 1400, Християнски музей, Естергом
- Рождение Богородично, ок. 1400, Нац. галерия, Вашингтон
- Въведение на Мария в храма, ок. 1400, Национална галерия, Вашингтон

- Полиптих „Благовещение със св. Антоний абат и Мария Магдалена“, датиран ок. 1400 г.; съхранява се в Музея за сакрално изкуство „Вал д’Арбия“ в Буоноконвенто. Полиптихът е изписан за църквата „Св. Петър и Павел“ и е дошъл до наши дни в полуразрушен вид. Има подпис на художника.

- Полиптих, централният панел от който не е идентифициран (възможно това да е била „Мадоната с Младенеца“); съхранени са само страничните части: „Св. Бияджо“ (Национална галерия, Осло), „Св. Лучия“ (Ашмолеански музей, Оксфорд), „Св. Екатерина Александрийска“ (Музей „Линденау“, Алтенбург), „Св. Бенедикт“ (аукцион Кристис), „Св. Маргарита Антиохийска“ и „Св. Цецилия“ (двете в колекцията на Едуардо Моратила, Париж). Полиптихът е датиран приблизително до 1406 г.
- „Коронясването на Мария“, централна част от неизвестен полиптих, ок. 1405 – 1407 г., пази се в Ка' д’Оро във Венеция. Картината е изрязана по краищата и затова първоначалните ѝ размери е невъзможно да се установят, и не е възможно да се определи към кой полиптих е принадлежала тя. Изследователите виждат в нея силно влияние от работите на Симоне Мартини.

- Полиптих „Коронясването на Мария“ (ок. 1410 – 15 г., Пинакотека „Брера“, Милано; централен панел – 160х65 cm; страничните панели – Св. Екатерина, св. Павел, св. Петър и св. Августин – 142х36 cm). По-рано се е намирала в бенедиктинския манастир „Св. Екатерина Александрийска“ в Сант Анджело ин Вадо недалече от Урбино. Не са запазени документи, касаещи създаването на този олтар, а приписването му се основава на стилистични особености. По мнение на изследователите в създаването на полиптиха е взел участие синът на Андреа – Джорджо ди Андреа, на чиято четка пинадлежи фигурата на св. Петър. Двете други части на полиптиха, „Архангел Михаил“ и „Йоан Кръстител“, се пазят в Националната галерия на Марко в Урбино.
- Полиптих с централна картина „Мадона с младенеца на трон“ (110х50 cm; ок. 1410 – 1415 гг., Художествен музей на Принстънския университет). Известни са три странични панела от този полиптих: „Св. Доротея“ и „Св. Антоний-абат“ (двата в Национална галерия на Умбрия, Перуджа), „Св. Савиний“ (Музей „Пти Пале“, Авиньон). Четвъртият фрагмент на олтара – „Благославящ Христос“, е в Художествения институт в Детройт.

- Серия неголеми (средно 41х38 cm) картини със сцени от живота на св. Галгано, които по-рано представлявали горната част (на итал. predella) на неизвестен олтар: „Св. Галгано призовава народа да се поклони на светия кръст“ (Национална галерия, Дъблин), „Отшелничество на св. Галгано“, „Среща на св. Галгано с архангел Михаил“, „Архангел Михаил завежда св. Галгано до дванадесетте апостоли“ и „Погребението на св. Галгано“ – всичките са в Музей „Сан Матео“ в Пиза. Серията е датирана приблизително към 1415 г. и се отнася към най-поетичните произведения на Бартоло.
- Картини от горната част (предела) на олтар от неизвестна църква, разпилени по разни музеи: „Пътят към Голгота“ (Колекция „Тисен-Борнемиса“, Мадрид), „Разпятие“ (Музей „Метрополитън“, Ню Йорк) „Оплакване на Христа“ (Национален музей, Стокхолм), „Възкресение“ (Галерия „Уолтърс“, Балтимор).

Ф. Дзери през 1977 г. предполага, че още една част от тази предела може би е „Предателството на Юда“ (картината е продадена на художествения пазар в Париж през 1972 г. и се съхранява в частна колекция). По-късно Миклош Босковиц предлага реконструкция на целия полиптих, където по негово мнение може да се включат няколко изображения на светци в пълен ръст, появили се на италианския антикварен пазар – „Св. Луи Тулузски“, „Йоан Кръстител“, „Йоан Богослов“ и „Св. Франциск“, доколкото тези произведения подхождат по габарити. Централният панел на този олтар не е идентифициран. Торбите са датирани приблизително около 1410 – 1415 г.
- Предателството на Юда. 1410 – 15 г., Париж, частна колекция
- Пътят към Голгота. 1410 – 15 г., Колекция Тисен-Борнемис, Мадрид
- Разпятие. 1410 – 15 г., Музей на изкуството „Метрополитън“, Ню Йорк
- Оплакване на Христос. 1410 – 15 г., Нац. музей, Стокхолм
- Възкресение. 1410 – 15 г., Галерия Уолтърс, Балтимор.

- Полиптих „Мадона с Младенеца на трон и светци“, (1420-те години; Пиакотека на Сиена).

- Полиптих от църквата „Сан Джакомо“ в Тускания „Мадоната с Ммладенеца, дарители и светци“. Произведението се отнася към късните работи на Андреа и е датирано от ок. 1425 г. В същия храм се пазят детайли от полиптиха със сцени на „Страстите Христови“.

## Триптихи
На Андреа се приписват повече от двадесет отделни „Мадона с Младенеца“, част от които по-рано са служили за център на триптихи или полиптихи, няколко изображения на „Разпятие“ и множество изображения на отделни светци. На него се приписват множество малкоформатни триптихи, създадени за молитви в домашни апартаменти. Във връзка с това италианската изследователка Дж. Келаци Дини отбелязва, че художникът заимства от своя баща стил, който той е използвал в миниатюрни произведения, но никога не се е опитвал да имитира маниера, който Бартоло ди Фреди използва за голямоформатните си произведения, като неговите фрески в базиликата „Коледжата ди Санта Мария Асунта“ в Сан Джиминяно.
- Триптих „Мадоната на смирението“, Музей на Бруклин, Ню Йорк
- Триптих „Мадона с Младенеца и светци“, Музей „Линденау“, Алтенбург
- Триптих „Мадона с Младенеца и светии“, Държавен музей, Берлин.
- Диптих „Благовещение“, ок. 1383 г., Музей за изящни изкуства (Будапеща).
- Триптих „Рождество/Възкресение и светци“, 1397, Сиенска пинакотека
- Триптих „Разпятие и светци“, 1400 – 1410, Сиенска пинакотека.

Милард Мис (американски историк, специалист по изкуство на Късното средновековие и Ранния ренесанс) счита за последна работа на художника частично разрушената фреска на северния трансепт на църквата „Сан Франческо“ в Тревизо с изображение на „Св. Франциск, Мадоната на смирението с ангели и Йоан Кръстител“.
Андреа ди Бартоло и неговата художествена работилница създават повече от 150 произведения – полиптихи, триптихи, диптихи и отделни картини, които някога са били части на по-сложни олтарни конструкции. Освен фрески, витражи, декориране на скулптури и кавалетна живопис Андреа се занимава с книжна миниатюра; няколко ръкописа с негови миниатюри се съхраняват в Сиенската обществена библиотека.